# Droit de déguerpissement
En France, pendant le Moyen Âge et l'Ancien Régime, le droit de déguerpissement concerne les héritages.
Si l'héritier juge que les biens dont il hérite sont trop grevés de charges fiscales, il peut les abandonner au profit du seigneur. Mais il doit alors renoncer aux autres biens qu’il possède dans la paroisse.
Cette disposition vise à restreindre les refus d'héritage qui se révèlent préjudiciables pour les finances seigneuriales et royales (puisqu'il n'y a plus dans ce cas de paiement de la taille réelle).